# Rio da Várzea
A Bacia Hidrográfica do Rio da Várzea situa-se ao norte do Estado do Rio Grande do Sul, entre as coordenadas geográficas 27°00' a 28°20' de latitude Sul e 52°30' a 53°50' de longitude leste.
Abrange a província geomorfológica Planalto Meridional. Possui área de 9.463,46 km², abrangendo municípios como Carazinho, Frederico Westphalen, Palmeira das Missões e Sarandi, com população estimada em 323.924 habitantes.
Os principais cursos de água são os arroios Sarandi, Goizinho e os rios da Várzea, Porã, Barraca, do Mel, Guarita e Ogaratim. Os principais usos da água na bacia se destinam a irrigação, a dessedentação animal e ao abastecimento humano.